# Болярово
Болярово (болг. Болярово) — город в Болгарии. Находится в Ямболской области, входит в общину Болярово. Население составляет 1145 человек (2022).

## Политическая ситуация
Кмет (мэр) общины Болярово — Христо Димитров Христов (Болгарская социалистическая партия (БСП)) по результатам выборов.